# Godson Oke Oghenebrume
Godson Oke Oghenebrume (né le 27 mai 2003) est un athlète nigérian, spécialiste des épreuves de sprint.

## Biographie
Le 17 juin 2021 à Lagos, il établit la meilleure performance cadet de tous les temps sur 100 m en parcourant la distance en 10 s 13, améliorant de 2/100e de seconde l'ancienne meilleure marque mondiale détenu par l'Américain Anthony Schwartz depuis 2017. Ce record est battu par Puripol Boonson en 2022 (10 s 09).
Il descend pour la première fois de sa carrière sous les dix secondes sur 100 m en juin 2023 au cours des championnats NCAA à Austin en établissant le temps de 9 s 93 en demi-finale, avant de porter ce record à 9 s 90 en finale.

## Palmarès
| Date | Compétition                   | Lieu    | Épreuve | Résultat  | Temps   |
| ---- | ----------------------------- | ------- | ------- | --------- | ------- |
| 2021 | Championnats du monde juniors | Nairobi | 8e      | 100 m     | 10 s 74 |
| 2024 | Championnats d'Afrique        | Douala  | 2e      | 4 × 100 m | 38 s 84 |

## Records
| Épreuve | Temps              | Lieu   | Date        |
| ------- | ------------------ | ------ | ----------- |
| 100 m   | 9 s 90 (+ 1,8 m/s) | Austin | 9 juin 2023 |